# James Lovelock

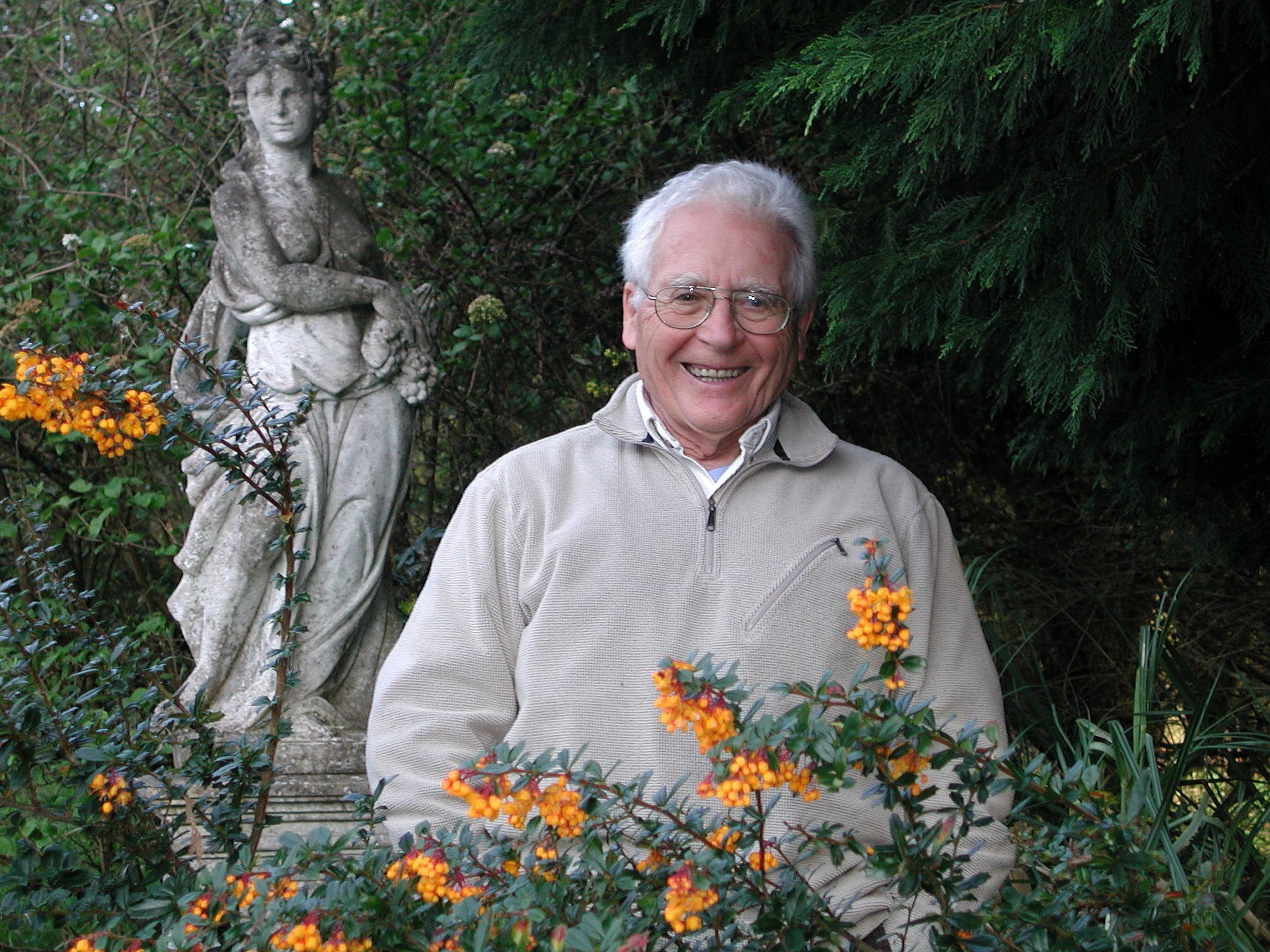
James Lovelock

James Ephraim Lovelock (ur. 26 lipca 1919 w Letchworth Garden City, zm. 26 lipca 2022 w Dorset) – brytyjski biolog, ekolog. 

## Życie i działalność
Uzyskał szeroki rozgłos po zaproponowaniu i rozpowszechnieniu w 1979 hipotezy Gai (wraz z Lynn Margulis), w której postulował, że Ziemia funkcjonuje jak jeden olbrzymi organizm, przystosowany do zmian, tak by zachować odpowiednie warunki do życia. Hipoteza ta sugeruje, że życie na Ziemi będzie trwać bez względu na poczynania ludzi.
Studiował na uniwersytetach w Manchesterze i Londynie. Posiadał doktorat z nauk medycznych. Wykładał na uniwersytetach: Yale, Harvarda i Baylor College of Medicine w Stanach Zjednoczonych.
Lovelock przez wiele lat zajmował się wynalazkami, a niektóre z jego opracowań zostały wykorzystane przez NASA w programach badań kosmicznych. To właśnie podczas pracy dla NASA Lovelock opracował hipotezę Gai.
W 1974 został wybrany członkiem Royal Society w Londynie; w latach 1986–1990 był przewodniczącym Marine Biology Association. W 1990 otrzymał nagrodę Royal Netherlands Academy of Arts and Sciences (Akademii Nauk Holandii). Na stałe mieszkał na wsi w Kornwalii, na południu Wielkiej Brytanii.

## Wybrane prace
- Gaia: A New Look at Life on Earth (1979, 3rd ed. 2000) Oxford University Press. ISBN 0-19-286218-9
- Ages of Gaia (1988, revised ed. 1995) Oxford University Press ISBN 0-393-31239-9
- Gaia: The Practical Science of Planetary Medicine Gaia Books (1991 ed.) Oxford University Press (2001) ISBN 0-19-521674-1
- Homage to Gaia: The Life of an Independent Scientist Oxford University Press (2000) ISBN 0-19-860429-7 (autobiografia Lovelocka)

## Tłumaczenia prac na polski
- GAJA. Nowe spojrzenie na życie na ziemi, Warszawa, 2003, Prószyński i S-ka ISBN 83-7180-252-8 (GAIA. A New Look At Life on Earth 1979)